# Drasteria perplexa
Drasteria perplexa (tên tiếng Anh: Perplexing Arches) là một loài bướm đêm thuộc họ Erebidae. Nó được tìm thấy ở Alberta và Saskatchewan phía nam đến Colorado và Arizona.
Sải cánh dài 29– 33 mm. Con trưởng thành bay từ tháng 5 đến tháng 6.